# Isabella de Salareff
Isabella de Salareff, mer känd under artistnamnet Elektra, född 3 maj 1963 i Nylöse församling Göteborg, är en svensk tv-personlighet. Artistnamnet kommer från hennes tid i tv-programmet Gladiatorerna, där hon spelade gladiatorn Elektra. Hon har också medverkat i Fångarna på fortet fyra gånger.

## Biografi
Salareff föddes och växte upp i Göteborg. Hennes far George är från Ryssland och hennes bortgångna mor Florentina var från Polen. Salareff har en bror och en syster. Efternamnet är ett franskt-ryskt adelsnamn. Under uppväxten hade hon tandställning, vilket inspirerade henne att utbilda sig till tandsköterska. Hon började sedan att arbeta som servitris och sedan som föreläsare i kost och träning.

## TV-framträdanden

### Gladiatorerna
2000 gick Salareff på provspelning för Gladiatorerna, en TV4-producerad svensk version av The American Gladiators. Hon blev en av 50 kvinnor som fick göra slutprovet på Bosön. Där tränades de i kondition, styrka, koordination, explosivitet och snabbhet. Elektra blev en av åtta kvinnor som blev uttagna för programmet. Salareff blev rollbesatt som Elektra, och sa: "Jag kallades Elektra den elaka. Det passade mig eftersom jag har lätt att spela både arg och glad." Programmet sändes mellan 2000 och 2003 i sex säsonger på TV4.

### Fortet
Under hösten 2003 tävlade Salareff tillsammans med Hero, Izor och Amber från Gladiatorerna i Fortet. Hon var också med igen 2005 i ett lag som kallade sig "Amazonerna" med bland annat Qristina Ribohn och Veronica Larsson från dokusåpan Farmen.
Under sommaren 2010 spelades en ny säsong av Fångarna på fortet in. Salareff var med i laget "Fortets mästare", som mötte laget "Svenska mästare" i första avsnittet. De gick vidare till final men förlorade mot "Handbollslaget". År 2012 återvände Salareff till fortet för fjärde gången för att tävla i laget "Muskeltjejer".